# Razac-de-Saussignac
Razac-de-Saussignac är en kommun i departementet Dordogne i regionen Nouvelle-Aquitaine i sydvästra Frankrike. Kommunen ligger i kantonen Sigoulès som tillhör arrondissementet Bergerac. År 2022 hade Razac-de-Saussignac 339 invånare.

## Befolkningsutveckling
Antalet invånare i kommunen Razac-de-Saussignac
Referens:INSEE